# 摩砕機
摩砕機（まさいき）とは、粉砕機の一種で摩砕を行うための機械。

## 摩砕機の種類
回転式石臼
回転式石臼は上臼と下臼と呼ばれる上下一組の円形の石で構成される。接触面には4から8分画の目が刻み込まれており、上臼の「もの入れ」から投入された原料は円周の外側に向かって進みながらせん断や摩擦により粉砕される。
擂潰機（らいかいき）
乳鉢の原理を応用して摩砕と圧縮により粉砕や混練を行うための機械。臼に1～3本の鉢棒（杵）を上部から差し込み鉢面との摩擦で原料を噛み込みすりつぶす。
凍結粉砕機
常温のままでは粉砕処理が困難な原料を凍結させて粉砕する機械